# Sociocràcia
La sociocràcia és un mode de govern compartit que permet que una organització, independentment de la seva mida, funcioni eficaçment mitjançant un mode autoorganitzat caracteritzat per la presa de decisions distribuïda per tota l'estructura. El seu fonament modern prové de teories sistèmiques i data de 1970. La sociocràcia es basa en la llibertat i la corresponsabilització dels actors. En una lògica d'autoorganització confiant en els humans, posarà el poder de la intel·ligència col·lectiva al servei de l'èxit dels objectius comuns. Aquest plantejament permet, doncs, assolir un objectiu compartit conjuntament, amb respecte a les persones, tot preservant la diversitat de punts de vista i les aportacions de cadascun, això recolzant-se en unes relacions interpersonals de qualitat.
La sociocràcia utilitza certes tècniques desenvolupades pel seu dissenyador que són la base de la seva originalitat, en particular l'elecció sense candidat i la presa de decisions per consentiment. A diferència de la democràcia, que pot afectar un grup de persones que no tenen cap relació funcional entre elles, la sociocràcia afecta a individus units per objectius dins d'una organització i que, per tant, tenen relacions més properes.

## Història

### Gerard Endenburg
Gerard Endenburg (1933-) és un enginyer elèctric holandès de cultura quàquera. En la seva infantesa, es va beneficiar d'una educació en una escola alternativa, fundada per Kees Boeke, és a dir, una pedagogia propera al que es coneix com les escoles Montessori i Freinet, centrant-se en l'apoderament i l'autoregulació dels infants a l'aula. Després de treballar a Philips on va poder demostrar les seves grans habilitats inventives, Gerard Endenburg va assumir la direcció de l'empresa familiar Endenburg Elektrotechniek l'any 1968, en substitució del seu pare. L'any 1970, consternat per les recurrents batalles d'egos dins del comitè de direcció de l'empresa, va decidir dedicar-se a la millora de l'organització interna. Després va anar inventant el mètode sociocràtic modern. Això parteix de la idea que ningú hauria d'haver de funcionar dins d'un col·lectiu en estat de tensió interna sense tenir en compte aquestes tensions. Les decisions col·lectives només es poden adoptar dins d'un grup si ja no hi ha "cap objecció motivada de cap membre". Això vol dir que quan es proposa una decisió a un grup, si una persona s'hi oposa, ja sigui perquè l'adopció de la decisió li impediria funcionar de manera pacífica dins del grup, o perquè creu que això perjudicaria la mateixa raó d'existir del grup, la seva oposició motivada impedeix adoptar la decisió. La persona està obligada a justificar, argumentar la seva objecció i participar en la seva resolució (vegeu més avall, quatre regles de la sociocràcia).
La sociocràcia ha estat objecte de nombrosos treballs acadèmics, en particular tesis que l'han fet evolucionar. En particular, la forma actual integra una dimensió de desenvolupament continu, perquè una tesi havia fet l'observació que, a mesura que s'establia la confiança, les persones prescindien cada cop més de participar en les decisions que els concernien, fet que empobria el funcionament democràtic i permetia el retorn d'un règim governant no prevista pel fundador.
El context econòmic i social actual ha fet que la sociocràcia tingui una major visibilitat internacional. D'una banda, serveix d'inspiració als intel·lectuals que pensen que la democràcia ha d'evolucionar cap a formes més directes que substitueixin la democràcia representativa. D'altra banda, el món empresarial es veu seduït per la capacitat d'intel·ligència col·lectiva que fa possible la sociocràcia. Això es veu com un element clau per respondre als riscos disruptius (aparició sobtada d'innovacions que canviaran radicalment l'entorn intern o extern d'una empresa).

### Origen de la paraula
El mot sociocràcia va ser encunyat per Auguste Comte (1798-1857). Les seves arrels provenen del llatí societas (societat) i del grec krátos (autoritat): el govern dels socios, és a dir, persones lligades per relacions significatives, diferents del dêmos (democràcia), massa d'individus que no comparteixen només uns quants.
La paraula també va ser utilitzada pel sociòleg nord-americà Lester Frank Ward (1841-1913) que probablement la va prendre d'Auguste Comte.
Als Estats Units, la paraula sociocràcia evoca irresistiblement per als nord-americans la paraula socialisme amb totes les connotacions negatives que aquest terme té per a molts d'ells. A més, la sociocràcia es coneix de vegades com a governança dinàmica.

### Difusió
Pel seu origen, la sociocràcia s'ha desenvolupat especialment als Països Baixos, tant en els cercles econòmics tradicionals com en els cercles educatius. La sociocràcia també és una forma d'estructura jurídica per a les empreses.
Moltes organitzacions utilitzen la sociocràcia a França i a la resta d'Europa, Amèrica Llatina, Índia, Estats Units i Canadà. Més recentment, els armilles grogues de la Reunió diuen que s'hi inspiren per a la presa de decisions col·lectives.
Gerard Endenburg va crear als Països Baixos un centre de difusió de la sociocràcia. Altres intents de reunir els professionals de la sociocràcia estan en marxa, especialment als Estats Units.

## Les quatre regles de funcionament
El mètode sociocràtic d'organització es basa en quatre regles senzilles.

### Presa de decisions per consentiment
La sociocràcia distingeix entre decisions estratègiques (que afecten el funcionament de la unitat o l'organització del treball) i decisions operatives (treball diari). Per raons d'eficiència, només els primers es prenen per consentiment. Hi ha consentiment quan ningú té una objecció substancial i raonable. Quan es planteja una objecció en un grup sociocràtic, la persona que va plantejar l'objecció i els altres membres del grup treballen conjuntament per eliminar-la. Si ho aconsegueixen, la decisió es pren; en cas contrari, un procés d'escalada en l'estructura de l'organització evita el bloqueig.
El consentiment és el component cardinal de la sociocràcia. Es pot fer gairebé qualsevol cosa sempre que hi hagi consentiment. En particular, una organització sociocràtica pot escollir un altre tipus de govern per un període limitat, si hi ha consentiment, per exemple en cas d'una crisi greu.

### Cercles
La sociocràcia manté l'estructura operativa existent d'una organització. A cada element d'aquesta estructura, afegeix paral·lelament un cercle responsable de la presa de decisions polítiques. Qualsevol persona pertanyent a l'estructura operativa és membre del cercle corresponent. Es poden crear cercles ad hoc per resoldre problemes específics.
Cada cercle estableix les seves pròpies normes de funcionament basades en el principi del consentiment dels seus membres. El mandat d'un cercle és dur a terme la missió de la unitat de treball, millorar constantment la qualitat de la seva producció i garantir la seva sostenibilitat mitjançant la formació continuada dels seus membres.
Un cercle té el control de la gestió, execució i mesura dels seus processos en el sentit de la norma ISO 9001. L'execució d'aquestes tres funcions per part del cercle és una de les condicions principals per a l'èxit de la sociocràcia en una organització. La mobilització de la noció de cercle materialitza un desig d'equivalència de cadascun dels seus membres.
Cada cercle tria un dinamitzador que anima les reunions segons mètodes sociocràtics, i un secretari que redacta l'acta i manté la història del cercle.
Un cercle és una organització semiautònoma perquè forma part d'una jerarquia: tothom ha de tenir en compte les necessitats dels cercles superiors i dels cercles inferiors. El cercle de més alt nivell correspon a la junta directiva; ha de representar l'entorn econòmic, social i cultural de l'organització.

### El doble enllaç
En una organització gestionada tradicionalment, el cap d'una unitat proporciona tant una comunicació descendent (directives que provenen dels nivells superiors de l'organització) com una comunicació ascendent (retroalimentació de la informació des de la base als nivells superiors). Complir aquests dos rols simultàniament és difícil i confús.
La sociocràcia estableix un doble vincle entre cada cercle i el seu cercle de nivell superior. El cap de la unitat operativa és escollit pel cercle de nivell superior. Una segona persona, que ha de ser diferent de l'anterior, és escollida pel cercle per participar en el cercle de nivell superior i donar o rebutjar el seu consentiment a les decisions que s'hi prenguin. Aquestes dues persones són membres de ple dret dels dos cercles.

### Les eleccions sense candidat
L'elecció i assignació de persones a una funció o la delegació d'una tasca a un membre del cercle es realitza mitjançant un procés de votació sense candidat/a declarat. Cada membre del cercle proposa la persona que considera més adequada per a la funció, després justifica la seva elecció. Aleshores, el facilitador del cercle proposa un candidat que sigui acceptat o no per consentiment.

## Socios versus Demos - Altres elements clau
Perquè la sociocràcia funcioni, els membres de l'organització han d'estar units per un vincle fort que doni coherència i direcció. Per a això, no només l'organització en el seu conjunt, sinó cada cercle ha de definir:
- La seva visió: l'impacte positiu que vol tenir en el món fora de l'organització; la descripció d'un futur tal com li agradaria que es fes realitat. "La visió és el teu somni. El que vols que sigui el món. A gran escala, és per això que existeix la teva organització".[19]
- La seva missió: un escrit ("declaració de missió") que especifica què pretén fer per a la realització de la seva visió. "La teva missió és com ajudaràs a fer realitat el somni. Descriu la teva esfera d'influència, la relació entre tu i la teva visió".[19]
- Els seus objectius: allò que produeix, com a assoliment concret, com a servei o més àmpliament com a sortida per assolir la seva visió i missió. " És el que produeixes o aconsegueixes. És tangible i una cosa que es pot mesurar. Si no pots mesurar-ho, no pots aconseguir-ho".[19]

Segons Ruther, si aquests elements no formen part dels quatre principis bàsics (citats anteriorment), són tanmateix necessaris per entendre en què consisteix el mètode, per tant és important presentar-los de la mateixa manera que aquests quatre elements. Grosjean i Carbonnel assenyalen que cada cercle integra “ almenys a través d'una visió, missió i objectiu concrets”.
Per a Ruther, la direcció dinàmica, la distinció entre decisions estratègiques i decisions d'execució i aprenentatge continu són altres tres elements clau.

## Retribució del capital i del treball
Partint de la idea que una organització necessita tant capital com mà d'obra per existir, Gerard Endenburg també ha proposat una manera de compensació justa per a tots dos.
En una organització tradicional, els contribuents laborals tenen una remuneració fixa (salari) i els contribuents de capital una remuneració variable (dividends). Això vol dir que els aportants de mà d'obra no es beneficien de l'eficàcia eventual de l'organització i que els aportants de capital no tenen la garantia d'ingressos que altres inversions dels seus diners els aportarien.
Gerard Endenburg va proposar, doncs, un sistema per donar a tothom una retribució fixa garantida i una retribució variable proporcional als resultats de l'organització.
Aquest sistema retributiu no forma part de les normes bàsiques de la sociocràcia i, per tant, no és aplicat per moltes organitzacions sociocràtiques. Quan s'aplica, les seves modalitats es defineixen òbviament per consentiment dins de l'organització.

## Implementació de la sociocràcia
Fins i tot si es desenvolupa tenint en compte conceptes complexos de la cibernètica i les teories de la comunicació, la sociocràcia és relativament simple: podria haver estat utilitzada pels nens a les escoles. Aquesta senzillesa permet instal·lar-lo en una organització amb un mínim de formació.
Tanmateix, cal una planificació rigorosa i un seguiment minuciós de la posada en marxa per garantir el compliment del mètode i, per tant, la seva viabilitat. A més, algunes persones poden estar desestabilitzades emocionalment per aquest canvi d'estructura (i modes d'interacció) i poden necessitar suport. [ref. necessari]
Segons Diana Leafe Christian, és necessari que una comunitat estigui acompanyada per poder passar a la sociocràcia, i és imprescindible seguir el model que descriu l'acompanyant encara que hi hagi variants, sinó el grup s'arrisca molt. de fracàs.

## Avantatges i limitacions
Delstanche considera que, sense ser perfecte, el model sociocràtic permet superar certs límits dels modes de funcionament més habituals de les organitzacions. Veu dos avantatges principals en comparació amb altres modes de funcionament alternatius: 1° el respecte per l'estructura preexistent (els cercles articulats que substitueixen l'estructura jeràrquica) i el seu caràcter "sistèmic d'englobament", és a dir, el fet que els seus quatre principis es poden declinar en tots els llocs de l'estructura que donen un marc clar a cadascun.
Segons Veny, “Aquestes empreses que operen de manera diferent demostren la capacitat de treure una disciplina excepcional!. En realitat, autodisciplina!».
A la sociocràcia, com també a l'holocràcia, se li critica l'absència de vot secret, un fet que suposa una greu regressió democràtica. A més a més, no tenen en compte el paper que juga el context econòmic i polític, no diferenciant entre una empresa privada en pseudodemocràcia i una cooperativa pública en democràcia directa.